# Dziurawiec przy Zamku
Dziurawiec przy Zamku – schron jaskiniowy w Ojcowskim Parku Narodowym. Znajduje się w skale Dziurawiec w lewych zboczach Doliny Prądnika, naprzeciwko Zamku w Ojcowie.
Jest to prostokątny, przelotowy otwór w skale, znajdujący się na wysokości około 5 m ponad ziemią. Jest trudno dostępny i brak w nim namuliska. Powstał w okresie pliocenu. Wówczas w miejscu tym w korycie Prądnika znajdował się próg skalny. Woda, przepływając przez pewien czas szczeliną skalną, wydrążyła taki otwór. Później w wyniku erozji wgłębnej koryto Prądnika pogłębiło się, a zbudowana z twardych wapieni skalistych skała Dziurawiec jest pozostałością po progu.